# Charles Colville Steidel
Charles Colville Steidel (Ithaca (Nova Iorque), 14 de outubro de 1962) é um astrônomo estadunidense.
Steidel estudou na Universidade de Princeton, obtendo o doutorado em astronomia em 1990 no Instituto de Tecnologia da Califórnia, onde é professor de astronomia.

## Condecorações
- 1997 Prêmio de Astronomia Helen B. Warner
- 2010 Prêmio Gruber de Cosmologia